# Баратов, Абдухамид
Абдухамид Баратов (тадж. Абдуҳомид Баротов; 17 апреля 1910 года, Ходжент, Самаркандская область, Туркестанский край, Российская империя — 1994 год, Ленинабад, Таджикская ССР) — советский колхозник, участник Великой Отечественной войны, звеньевой колхоза имени Фрунзе Ленинабадского района Ленинабадской области, Таджикская ССР. Герой Социалистического Труда (1948).

## Биография
Родился в 1910 году в городе Ходжент Самаркандской области, Российская империя. Во время коллективизации вступил в 1930 году в хлопководческий колхоз имени Фрунзе Ходжентского района (с 1939 года — Ленинабадский район). Трудился рядовым колхозником, звеньевым хлопководческого звена.
В 1941 году был призван в Красную Армию Ленинабадским РВК. Участвовал в Великой Отечественной войне в составе 760-го стрелкового полка (760 сп). В 1942 году в одном из боёв получил ранение. Находился на излечении в госпиталях. После демобилизации в 1945 году возвратился на родину, где продолжил трудиться звеньевым в родном колхозе.
В 1947 году хлопководческое звено под руководством Абдухамида Баратова собрало в среднем с каждого гектара по 88,3 центнера хлопка-сырца на участке площадью 3 гектаров. Указом Президиума Верховного Совета СССР от 2 июня 1948 года удостоен звания Героя Социалистического Труда за «получение высоких урожаев хлопка и пшеницы при выполнении колхозами обязательных поставок и натуроплаты за работу МТС в 1947 году и обеспеченности семенами зерновых культур для весеннего сева 1948 года» с вручением ордена Ленина и золотой медали «Серп и Молот».
Этим же указом были удостоены звания Героя Социалистического Труда труженики колхоза имени Фрунзе звеньевые Ташпулат Норматов и Хайри Умарова, а также председатель колхоза Орифбой Нигматов.
В последующие годы трудился в колхозе «40 лет Октября» Ленинабадского района до выхода на пенсию в 1970 году. Персональный пенсионер союзного значения. Проживал в Ленинабаде, где скончался в 1994 году.
Награды
- Герой Социалистического Труда
- Орден Ленина
- Орден Отечественной войны I степени (11.03.1985)
- Медаль «За боевые заслуги» (06.05.1965)
- Медаль «За победу над Германией в Великой Отечественной войне 1941—1945 гг.» (09.05.1945)
- Почётная Грамота Президиума Верховного Совета Таджикской ССР.